# 安克拉沃
安克拉沃（Anklav），是印度古吉拉特邦Anand县的一个城镇。总人口19805（2001年）。

## 人口
该地2001年总人口19805人，其中男性10435人，女性9370人；0—6岁人口2727人，其中男1459人，女1268人；识字率62.23%，其中男性为71.03%，女性为52.42%。